# Val-d'Arguenon
Val-d'Arguenon è un comune francese di 2.814 abitanti situato nel dipartimento delle Côtes-d'Armor nella regione della Bretagna. È stato istituito il 1° gennaio 2025 dalla fusione dei precedenti comuni di Pléven e Pluduno.